# Débarquement immédiat !
Pour plus de détails, voir Fiche technique et Distribution.
Débarquement immédiat ! est un film français réalisé par Philippe de Chauveron, sorti en 2016.

## Synopsis
José Fernandez est officier de la police de l'air et des frontières. Il passe sa vie à gérer les transferts des sans-papiers dans leurs pays d'origine avec son collègue Guy Berthier, séducteur invétéré. Les rares jours où il n'est pas entre deux avions, il se dispute avec sa femme Maria, jalouse, qui souhaite le quitter et l'éloigner de son beau-fils,  Antoine, qui l'adore. Un jour, son supérieur lui propose un dernier transfert avant de le faire muter à la brigade de répression du banditisme, une mutation que José attend impatiemment depuis des années : il doit reconduire Massoud Karzaoui, un Afghan prétendant être victime d'une usurpation d'identité. En effet ce dernier affirme être en réalité algérien et souhaite rentrer dans son pays pour retrouver sa femme (qu'il fait d'abord passer pour sa mère, puis sa sœur). Il crie sur tous les tons avoir volé le portefeuille d'un SDF afghan, le vrai Karzaoui, sans savoir que celui-ci était recherché pour avoir agressé au couteau une vieille dame, mais José et Guy, habitués à entendre les reconduits à la frontière essayer de leur mentir pour ne pas être expulsés, s'obstinent à ne pas le croire.
Alors qu'une tempête fait rage, l'avion est contraint de se poser à Malte. José, Guy, et Karzaoui sont obligés de patienter le temps qu'un nouvel avion débarque pour les conduire enfin à destination.

## Fiche technique
- Titre original : Débarquement immédiat !
- Réalisation : Philippe de Chauveron
- Scénario, adaptation et dialogues : Philippe de Chauveron
- Photographie : Vincent Mathias
- Décors : François Emmanuelli
- Musique : Nicolas Errèra
- Montage : Sandro Lavezzi
- Décors : Thierry Rouxel
- Costumes : Eve-Marie Arnault
- Production : Romain Rojtman
- Production exécutive : Benjamin Hess
- Sociétés de production : Les films du premier, Les films du 24, TF1 Films Production, La Banque Postale Images 9, Canal+, Ciné+, TMC
- Sociétés de distribution : UGC Distribution (France)
- Genre : comédie
- Format : couleur
- Pays d'origine :  France
- Durée : 90 minutes
- Date de sortie :
  - France : 13 juillet 2016
- Budget : 15,63 M€
- Box-office France : 388 886 entrées

## Distribution
- Ary Abittan : José Fernandez
- Medi Sadoun : Massoud Karzaoui / Hakim Aïd-Ben-Fouss
- Cyril Lecomte : Guy Berthier
- Slimane Dazi : Walid
- Reem Kherici : Maria Carrasco
- Loïc Legendre : Lefèvre, le commandant de l'avion
- Patson : Alain Traoré
- Félix Bossuet : Antoine Carrasco
- Jehanguir Byramjee : le passager afghan
- Edgar Givry : le supérieur de José et Guy
- Jassem Mougari : le vendeur de roses
- Jordan Chapuis : le barman
- Marc Cabourdin : un policier italien
- Charles Guillermin :
- Djinda Kane : Claudia, hôtesse de l'air
- Elektra Anastasia : Julie, hôtesse de l'air
- Mario Opinato : l'officier de la police de l'immigration
- Chayma Surhan : une agente à l'aéroport
- Jackee Toto : un homme de ménage
- Pédro Kouyaté : un musicien
- Rani Bheemuck : une passagère de l'avion
- Marc Arnaud : le steward de l'avion

## Bande Originale
- Scorpions-Still Loving You.

## Critique
Pour Télérama, le film est assimilable à « un débarquement beauf mais plutôt inoffensif ».